# Tariffähigkeit
Unter Tariffähigkeit versteht man die rechtliche Fähigkeit, durch Vereinbarung mit dem sozialen Gegenspieler Arbeitsbedingungen tarifvertraglich mit der Wirkung zu regeln, dass sie für die tarifgebundenen Personen unmittelbar und unabdingbar wie Rechtsnormen gelten. Mit anderen Worten: Tariffähig ist, wer Tarifvertragspartei im Sinne des § 2 Abs. 1 TVG sein kann.
Eine Arbeitnehmervertretung ist für den von ihr beanspruchten Zuständigkeitsbereich entweder insgesamt oder überhaupt nicht tariffähig. Es gibt keine partielle Tariffähigkeit. Um tariffähig zu sein, muss eine Arbeitnehmervereinigung über eine Durchsetzungskraft verfügen, die erwarten lässt, dass sie als Tarifpartner vom sozialen Gegenspieler wahr- und ernst genommen wird. Sofern eine Arbeitnehmervereinigung bereits in nennenswertem Umfang Tarifverträge geschlossen hat, belegt dies regelmäßig ihre Durchsetzungskraft.
Um tariffähig zu sein, muss sich eine Koalition als satzungsgemäße Aufgabe die Wahrnehmung der Interessen ihrer Mitglieder in deren Eigenschaft als Arbeitnehmer oder Arbeitgeber gesetzt haben und willens sein, Tarifverträge abzuschließen. Sie muss frei gebildet, gegnerfrei, unabhängig und auf überbetrieblicher Grundlage organisiert sein und das geltende Tarifrecht als verbindlich anerkennen. Ferner muss sie über eine leistungsfähige Organisation verfügen, um wirksamen Druck und Gegendruck ausüben zu können, damit sich ihr sozialer Gegenspieler veranlasst sieht, auf Verhandlungen über den Abschluss einer tariflichen Regelung der Arbeitsbedingungen einzugehen und zum Abschluss eines Tarifvertrages zu kommen. Dies erfordert nicht zwingend auch die Streikbereitschaft der Koalition.